# Jonathan Eastman Johnson
Pour les articles homonymes, voir Johnson.
Jonathan Eastman Johnson dit Eastman Johnson (29 juillet 1824 - 5 avril 1906) est un peintre américain, cofondateur du Metropolitan Museum of Art de New York. 

## Biographie

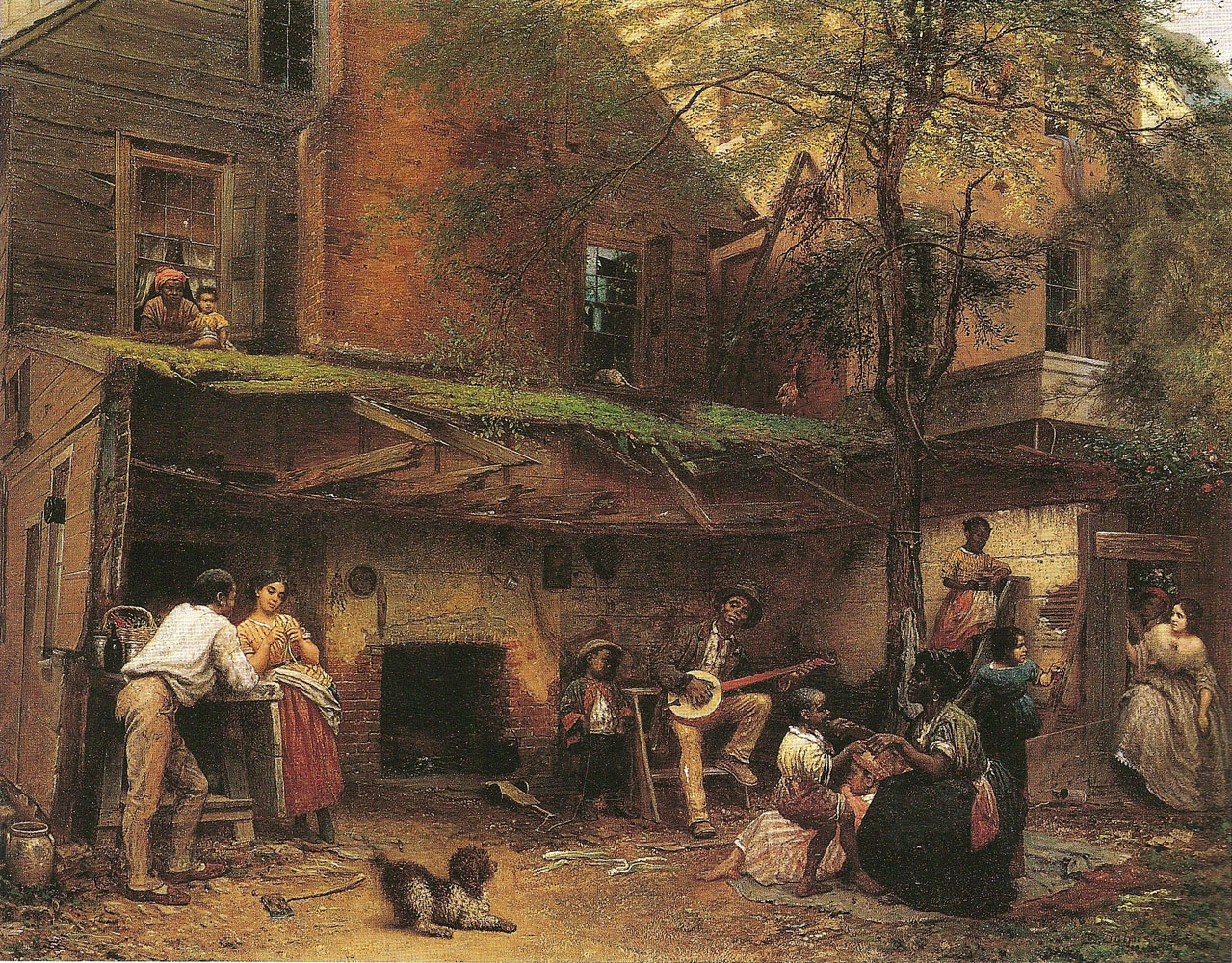
Negro Life at the South (1859)

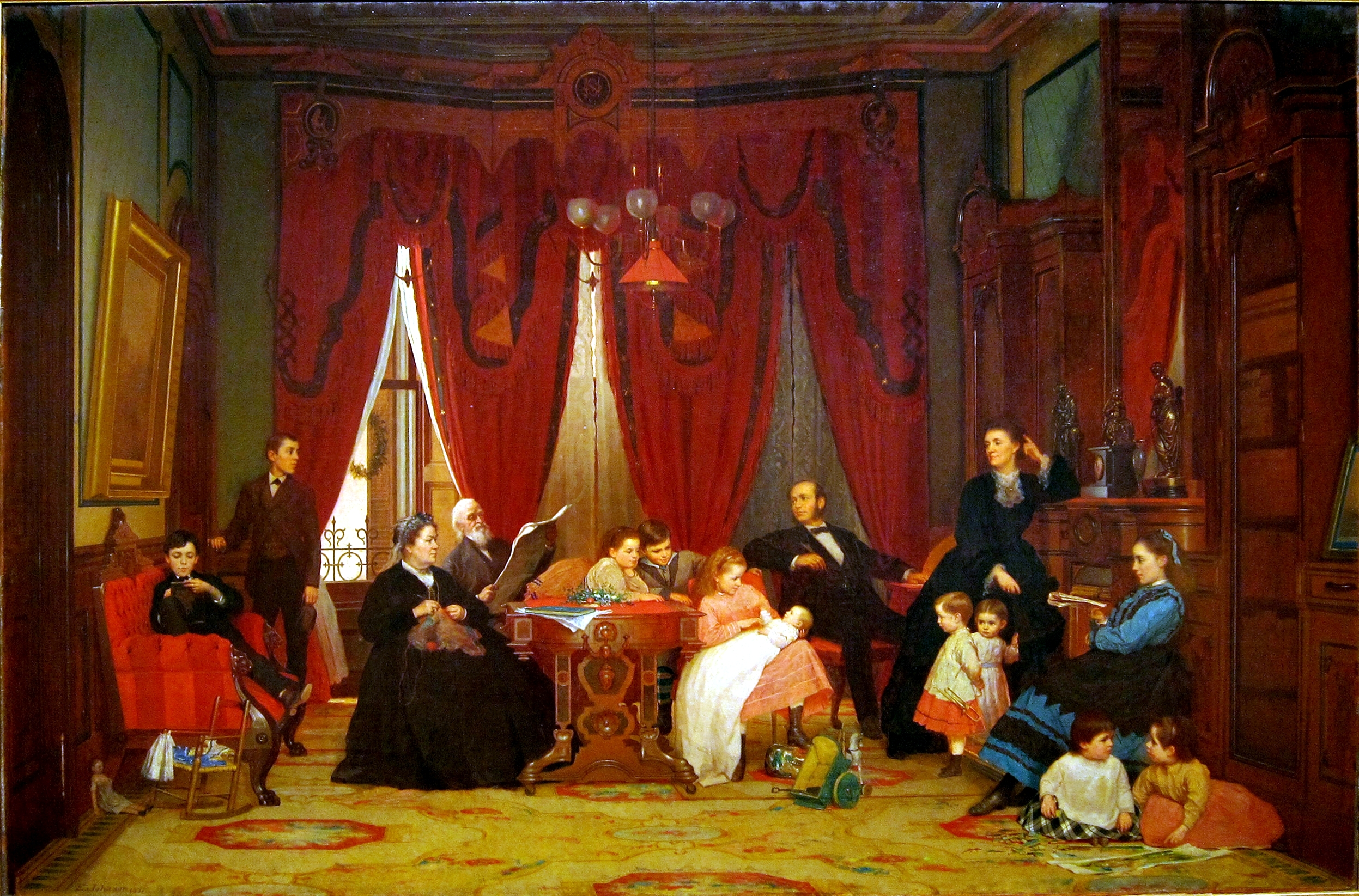
The Hatch family (1870-71)

Il réalise de nombreuses scènes de genre, des portraits de gens du peuple ou de personnalités américaines telles qu'Abraham Lincoln, Nathaniel Hawthorne, Ralph Waldo Emerson ou Henry Wadsworth Longfellow et est considéré comme l'un des pionniers du courant réaliste américain.